# دييغو يورينتي
دييغو يورينتي (بالإسبانية: Diego Llorente؛ المولود 16 أغسطس 1993) لاعب كرة قدم إسباني يلعب حاليًّا مع نادي ليدز يونايتد الإنجليزي و‌المنتخب الإسباني كمدافع.

## مسيرته

### ليدز يونايتد
يوم 24 سبتمبر 2020، أعلن ليدز يونايتد ضمه ليورينتي بموجب عقد يمتد لأربع مواسم.

## روابط خارجية
- دييغو يورينتي على موقع الاتحاد الدولي (مؤرشف)  (الإنجليزية)
- دييغو يورينتي على موقع الاتحاد الأوربي (الإنجليزية)
- دييغو يورينتي على موقع إي إس بي إن إف سي (الإنجليزية)
- دييغو يورينتي على موقع قاعدة بيانات كرة القدم.إي يو (الإنجليزية)
- دييغو يورينتي على موقع ليكيب (الفرنسية)
- دييغو يورينتي على موقع ناشيونال فوتبول تيمز (الإنجليزية)
- دييغو يورينتي على موقع Soccerbase.com (لاعب) (الإنجليزية)
- دييغو يورينتي على موقع Soccerway.com (الإنجليزية)
- دييغو يورينتي على موقع عالم كرة القدم.نت (الإنجليزية)
- دييغو يورينتي على موقع كووورة